# Sains-Morainvillers
Sains-Morainvillers [sɛ̃ mɔʁɛ̃vile] est une commune française située dans le département de l'Oise, en région Hauts-de-France.

## Géographie
| La Hérelle | Welles-Pérennes      |                    |
| Gannes     | Sains-Morainvillers  | Crèvecœur-le-Petit |
|            | Brunvillers-la-Motte | Maignelay-Montigny |

### Hydrographie
La commune est située dans le bassin Artois-Picardie. Elle n'est drainée par aucun cours d'eau.

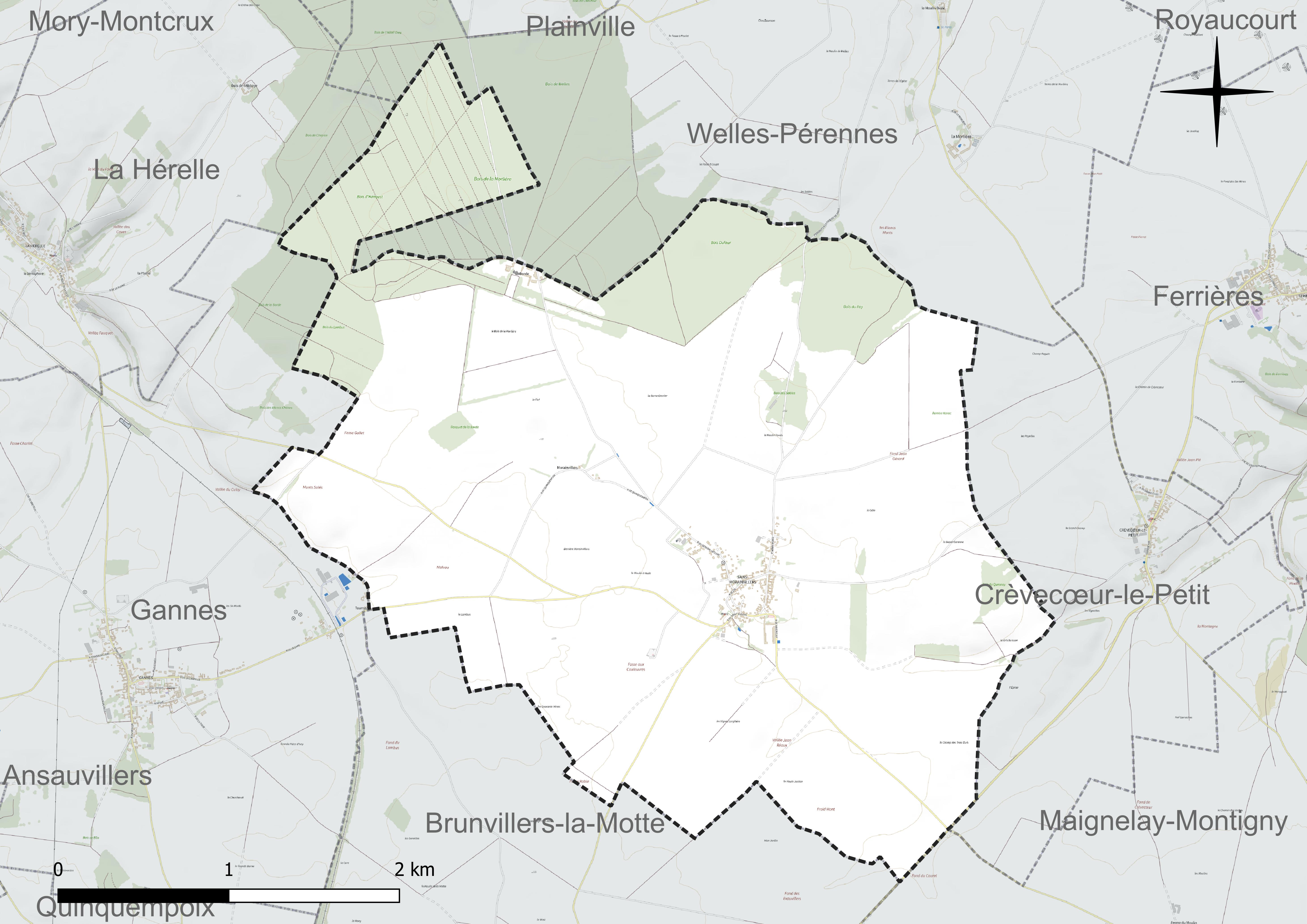
Réseau hydrographique de Sains-Morainvillers.

### Climat
Pour des articles plus généraux, voir Climat des Hauts-de-France et Climat de l'Oise.
En 2010, le climat de la commune est de type climat océanique dégradé des plaines du Centre et du Nord, selon une étude du CNRS s'appuyant sur une série de données couvrant la période 1971-2000. En 2020, Météo-France publie une typologie des climats de la France métropolitaine dans laquelle la commune est exposée à un climat océanique et est dans la région climatique  Nord-est du bassin Parisien, caractérisée par un ensoleillement médiocre, une pluviométrie moyenne régulièrement répartie au cours de l'année et un hiver froid (3 °C). 
Pour la période 1971-2000, la température annuelle moyenne est de 10,4 °C, avec une amplitude thermique annuelle de 14,4 °C. Le cumul annuel moyen de précipitations est de 675 mm, avec 11,1 jours de précipitations en janvier et 7,8 jours en juillet. Pour la période 1991-2020, la température moyenne annuelle observée sur la station météorologique la plus proche, située sur la commune de Godenvillers à 6 km à vol d'oiseau, est de 11,1 °C et le cumul annuel moyen de précipitations est de 701,9 mm,. Pour l'avenir, les paramètres climatiques de la commune estimés pour 2050 selon différents scénarios d'émission de gaz à effet de serre sont consultables sur un site dédié publié par Météo-France en novembre 2022.

## Urbanisme

### Typologie
Au 1er janvier 2024, Sains-Morainvillers est catégorisée commune rurale à habitat dispersé, selon la nouvelle grille communale de densité à sept niveaux définie par l'Insee en 2022. Elle est située hors unité urbaine et hors attraction des villes,.

### Occupation des sols
L'occupation des sols de la commune, telle qu'elle ressort de la base de données européenne d'occupation biophysique des sols Corine Land Cover (CLC), est marquée par l'importance des territoires agricoles (79,3 % en 2018), une proportion identique à celle de 1990 (79,3 %). La répartition détaillée en 2018 est la suivante : 
terres arables (79,2 %), forêts (17,9 %), zones urbanisées (2,8 %), zones agricoles hétérogènes (0,2 %). L'évolution de l'occupation des sols de la commune et de ses infrastructures peut être observée sur les différentes représentations cartographiques du territoire : la carte de Cassini (XVIIIe siècle), la carte d'état-major (1820-1866) et les cartes ou photos aériennes de l'IGN pour la période actuelle (1950 à aujourd'hui).

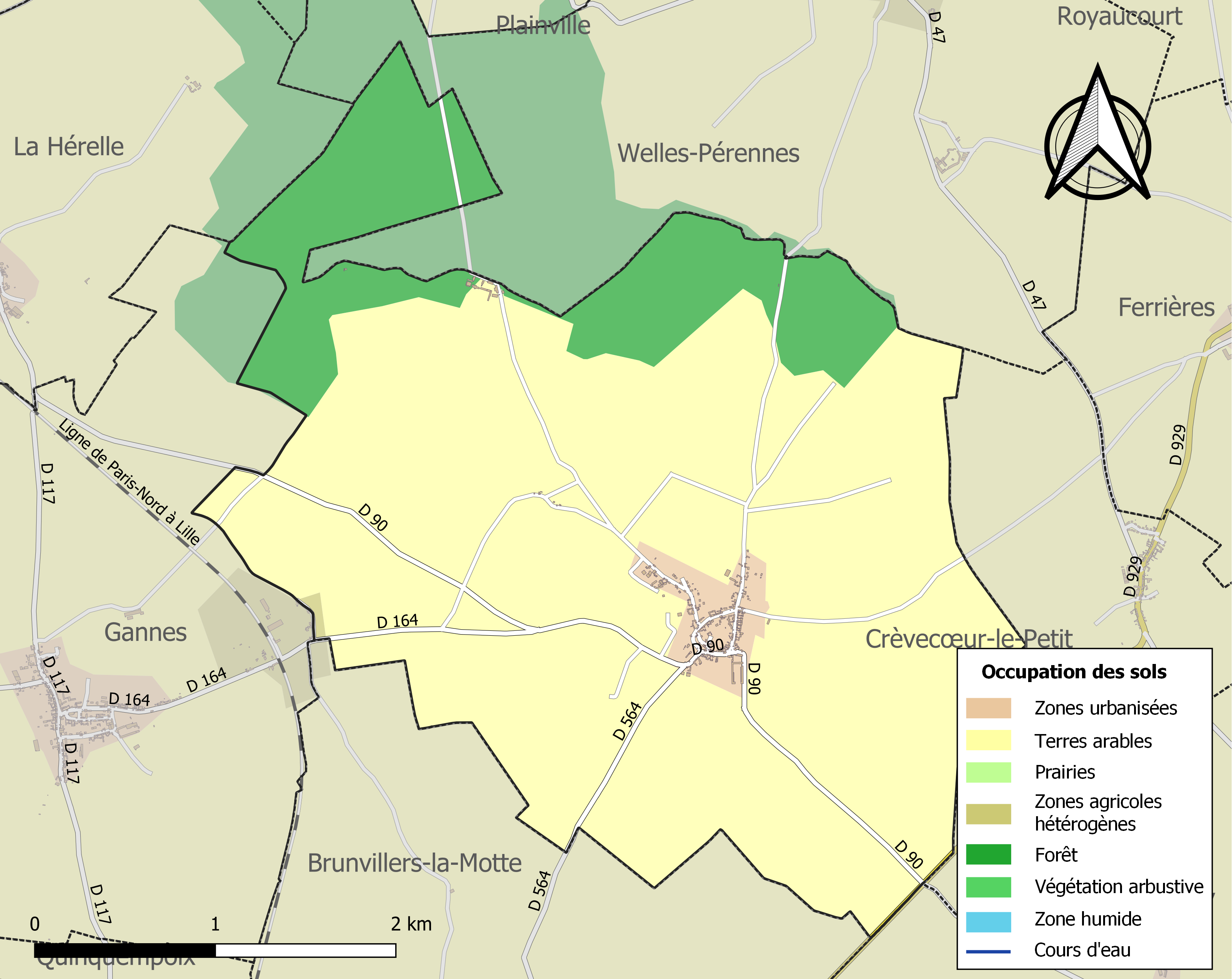
Carte des infrastructures et de l'occupation des sols de la commune en 2018 (CLC).

### Voies de communication et transports
La commune est desservie, en 2023, par les lignes 684, 6304, 6309 et 6328 du réseau interurbain de l'Oise.

## Toponymie
Le nom de la localité est attesté sous les formes Sains (1157) ; Sanis (1157) ; Seinz (1182) ; Seins (XIIe) ; Seims (XIIe) ; Sain (XIIe) ; Radulfus de sainz (vers 1200) ; apud sainz (vers 1200) ; Sainz (1203) ; Sanctis (1216) ; Sancti (1216) ; Girardus de Sanctis miles (1267) ; ad villam de Sanctis (1273) ; Sains en beauvoisin (1404) ; Walleran de Sains (1468) ; Sains en beauvoisis (1536) ; « fief terre et seigneurie de Seins en beauvoisin en notre païs de Picardie » (1565) ; Saincts (1570) ; Sains-Morenvillers (1839) ; Sains-Morainvillers (XIXe).
Sains, d'après le Dictionnaire d'Albert Dauzat et Charles Rostaing, l'étymologie est Sanctis, sanctuaires où étaient conservées les reliques des saints.
Sens de Morainvillers : « le petit domaine, le hameau de Morain » (autre forme de Morin, du nom de personne latin Maurinus).

## Histoire
La commune de Sains-Morainvillers est issue de la fusion entre les deux localités de Sains et Morainvillers, en 1797. Ces deux communes formaient aussi deux paroisses distinctes, chacune avec son église, paroisses qui furent réunies en 1801.

## Politique et administration
| Période                                  | Période                         | Identité     | Étiquette | Qualité                                   |
| ---------------------------------------- | ------------------------------- | ------------ | --------- | ----------------------------------------- |
| Les données manquantes sont à compléter. |                                 |              |           |                                           |
| mars 2001                                | En cours (au 30 septembre 2014) | Xavier Matte | DVD       | Commerçant Réélu pour le mandat 2014-2020 |

## Population et société

### Démographie

#### Évolution démographique
L'évolution du nombre d'habitants est connue à travers les recensements de la population effectués dans la commune depuis 1793. Pour les communes de moins de 10 000 habitants, une enquête de recensement portant sur toute la population est réalisée tous les cinq ans, les populations de référence des années intermédiaires étant quant à elles estimées par interpolation ou extrapolation. Pour la commune, le premier recensement exhaustif entrant dans le cadre du nouveau dispositif a été réalisé en 2004.

En 2022, la commune comptait 286 habitants, en évolution de +3,62 % par rapport à 2016 (Oise : +0,87 %, France hors Mayotte : +2,11 %).
| 1793 | 1800 | 1806 | 1821 | 1831 | 1836 | 1841 | 1846 | 1851 |
| ---- | ---- | ---- | ---- | ---- | ---- | ---- | ---- | ---- |
| 559  | 549  | 561  | 567  | 586  | 572  | 580  | 587  | 574  |

| 1856 | 1861 | 1866 | 1872 | 1876 | 1881 | 1886 | 1891 | 1896 |
| ---- | ---- | ---- | ---- | ---- | ---- | ---- | ---- | ---- |
| 517  | 470  | 454  | 442  | 402  | 406  | 372  | 379  | 378  |

| 1901 | 1906 | 1911 | 1921 | 1926 | 1931 | 1936 | 1946 | 1954 |
| ---- | ---- | ---- | ---- | ---- | ---- | ---- | ---- | ---- |
| 342  | 343  | 365  | 333  | 281  | 252  | 264  | 271  | 243  |

| 1962 | 1968 | 1975 | 1982 | 1990 | 1999 | 2004 | 2006 | 2009 |
| ---- | ---- | ---- | ---- | ---- | ---- | ---- | ---- | ---- |
| 236  | 220  | 226  | 209  | 217  | 247  | 257  | 265  | 269  |

| 2014 | 2019 | 2022 | - | - | - | - | - | - |
| ---- | ---- | ---- | - | - | - | - | - | - |
| 277  | 280  | 286  | - | - | - | - | - | - |

#### Pyramide des âges
La population de la commune est relativement jeune. En 2018, le taux de personnes d'un âge inférieur à 30 ans s'élève à 37,9 %, soit au-dessus de la moyenne départementale (37,3 %). À l'inverse, le taux de personnes d'âge supérieur à 60 ans est de 18,9 % la même année, alors qu'il est de 22,8 % au niveau départemental.
En 2018, la commune comptait 136 hommes pour 141 femmes, soit un taux de 50,9 % de femmes, légèrement inférieur au taux départemental (51,11 %).
Les pyramides des âges de la commune et du département s'établissent comme suit.
| Hommes | Classe d’âge | Femmes |
| ------ | ------------ | ------ |
| 0,0    | 90 ou +      | 0,0    |
| 2,9    | 75-89 ans    | 6,3    |
| 14,6   | 60-74 ans    | 14,0   |
| 22,6   | 45-59 ans    | 19,6   |
| 22,6   | 30-44 ans    | 21,7   |
| 16,8   | 15-29 ans    | 14,0   |
| 20,4   | 0-14 ans     | 24,5   |

| Hommes | Classe d’âge | Femmes |
| ------ | ------------ | ------ |
| 0,5    | 90 ou +      | 1,4    |
| 5,5    | 75-89 ans    | 7,6    |
| 15,6   | 60-74 ans    | 16,3   |
| 20,8   | 45-59 ans    | 20     |
| 19,4   | 30-44 ans    | 19,4   |
| 17,6   | 15-29 ans    | 16,2   |
| 20,6   | 0-14 ans     | 19,1   |

## Lieux et monuments
- Église Saint-Brice : à l'intérieur se trouve un retable à colonnes torses de feuillages datant de 1670 ainsi qu'un christ en bois.
- Château de la Borde : édifice construit en 1890 par Georges de Baynast de Septfontaines[23],[24], appartenant à la famille de Baynast, apparentée à la famille Leclerc de Hauteclocque[25].
- Chapelle, au sud-ouest du village.

### Galerie

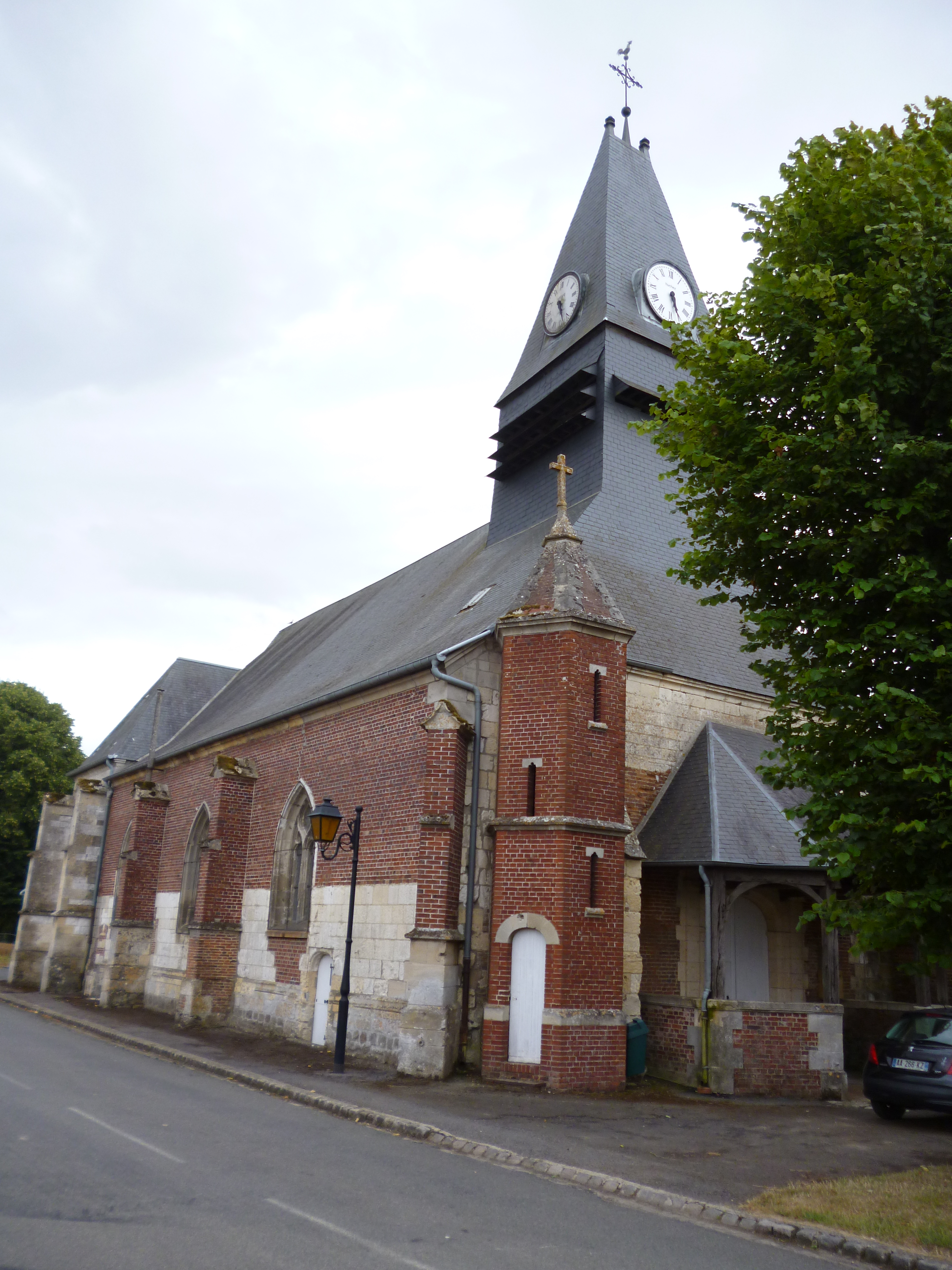
Église Saint-Brice.
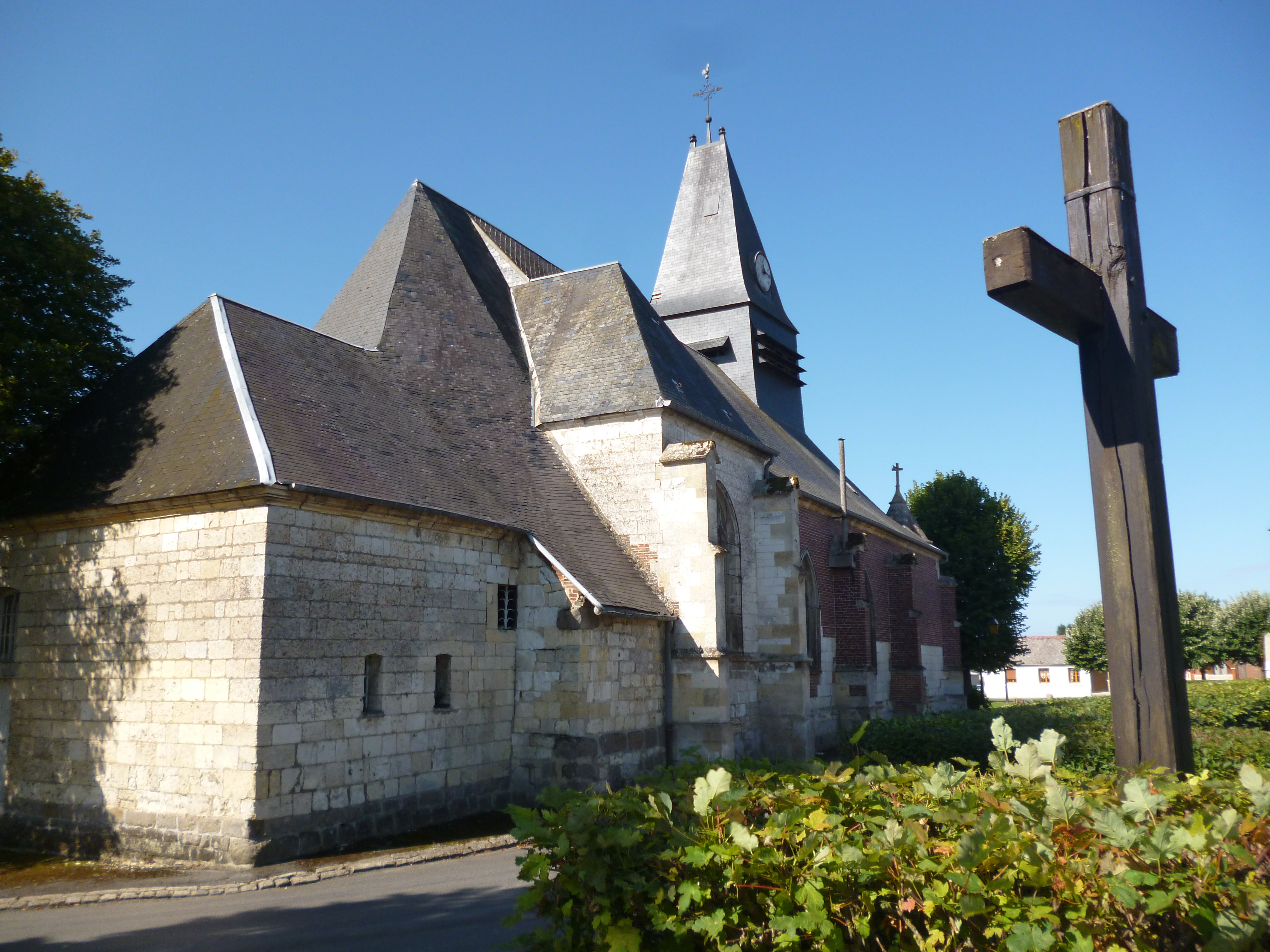
Église Saint-Brice et croix de chemin.
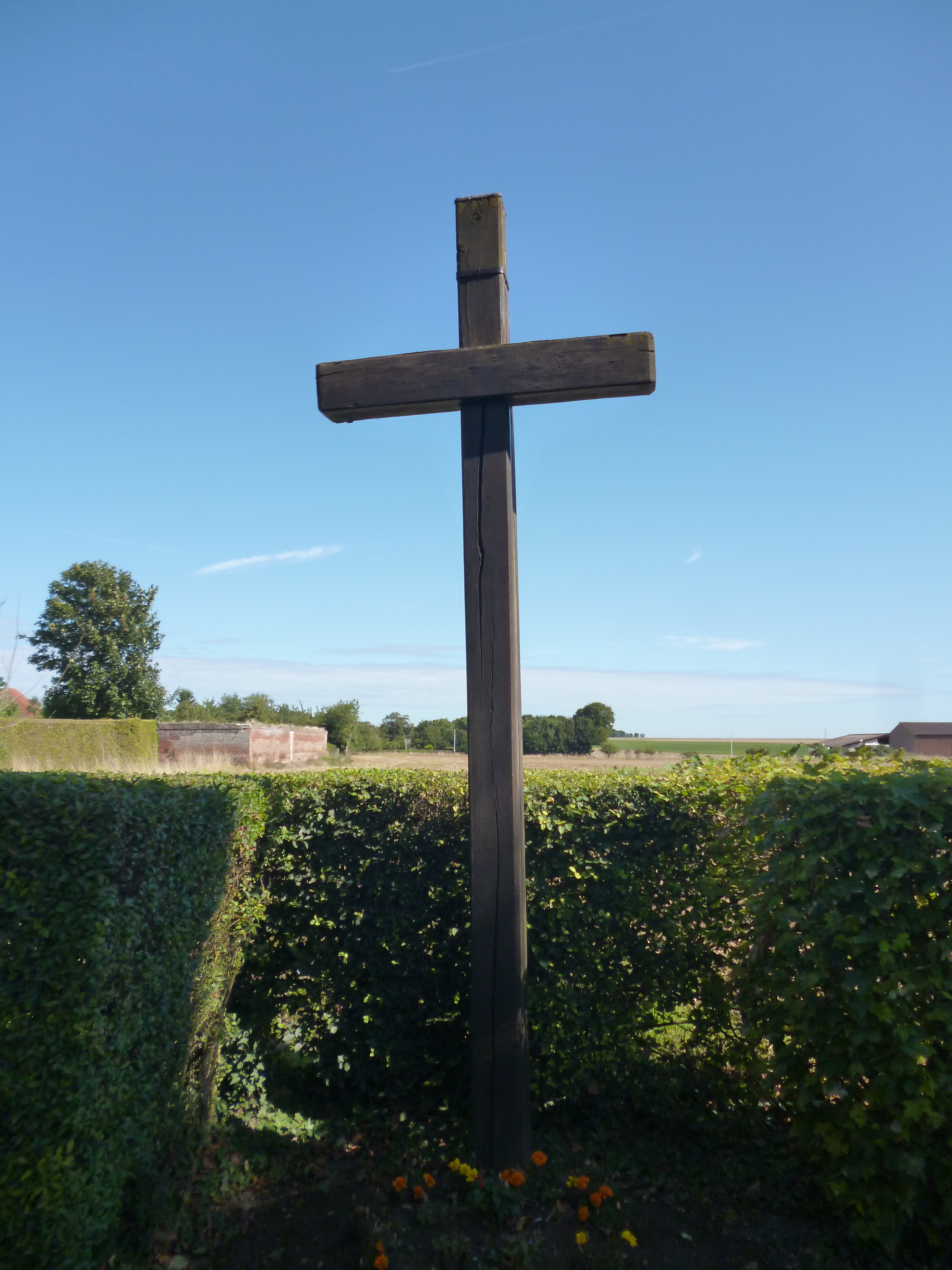
Croix de chemin à proximité de l'église.
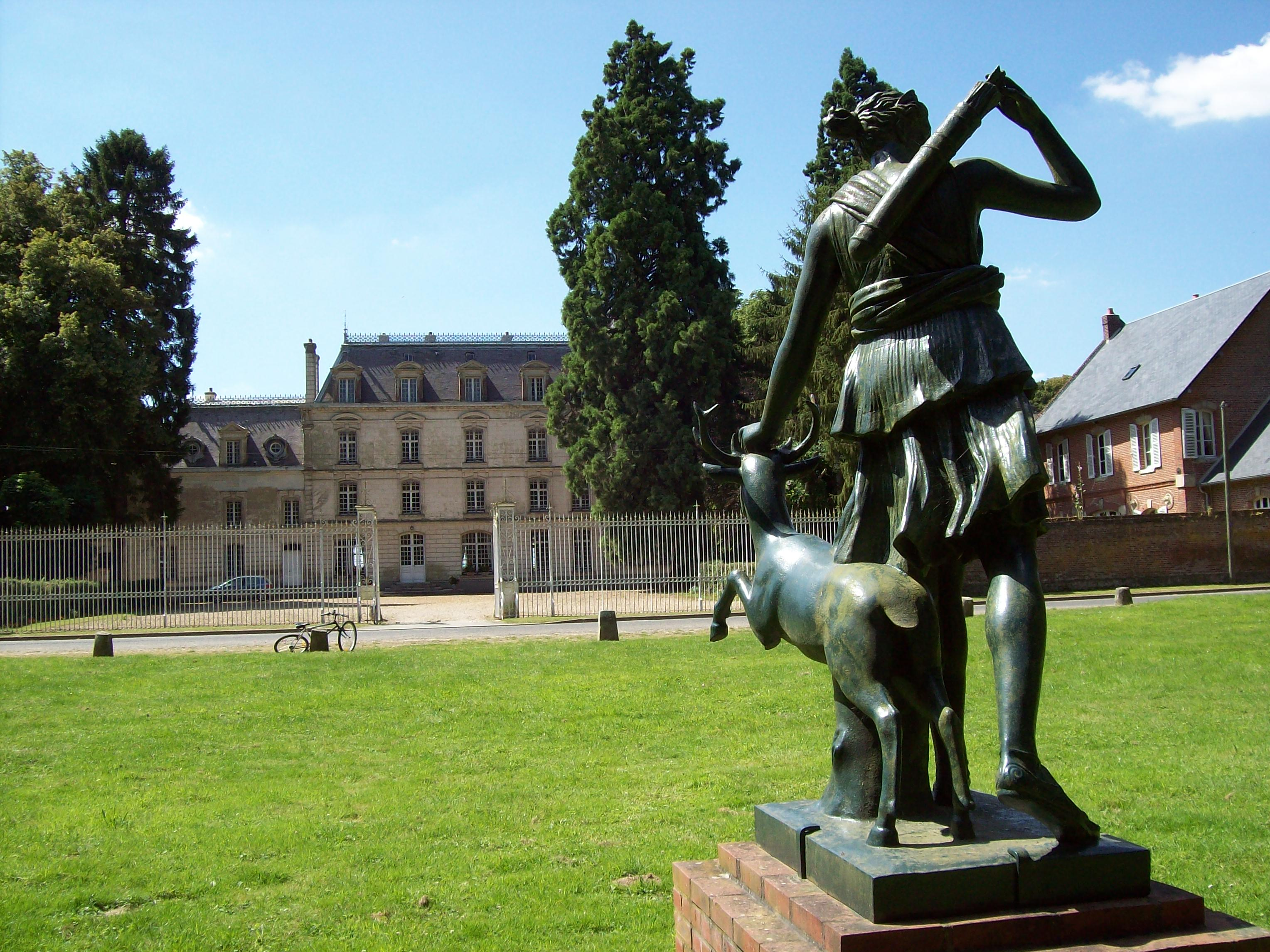
Château de la Borde et statue de Diane chasseresse.
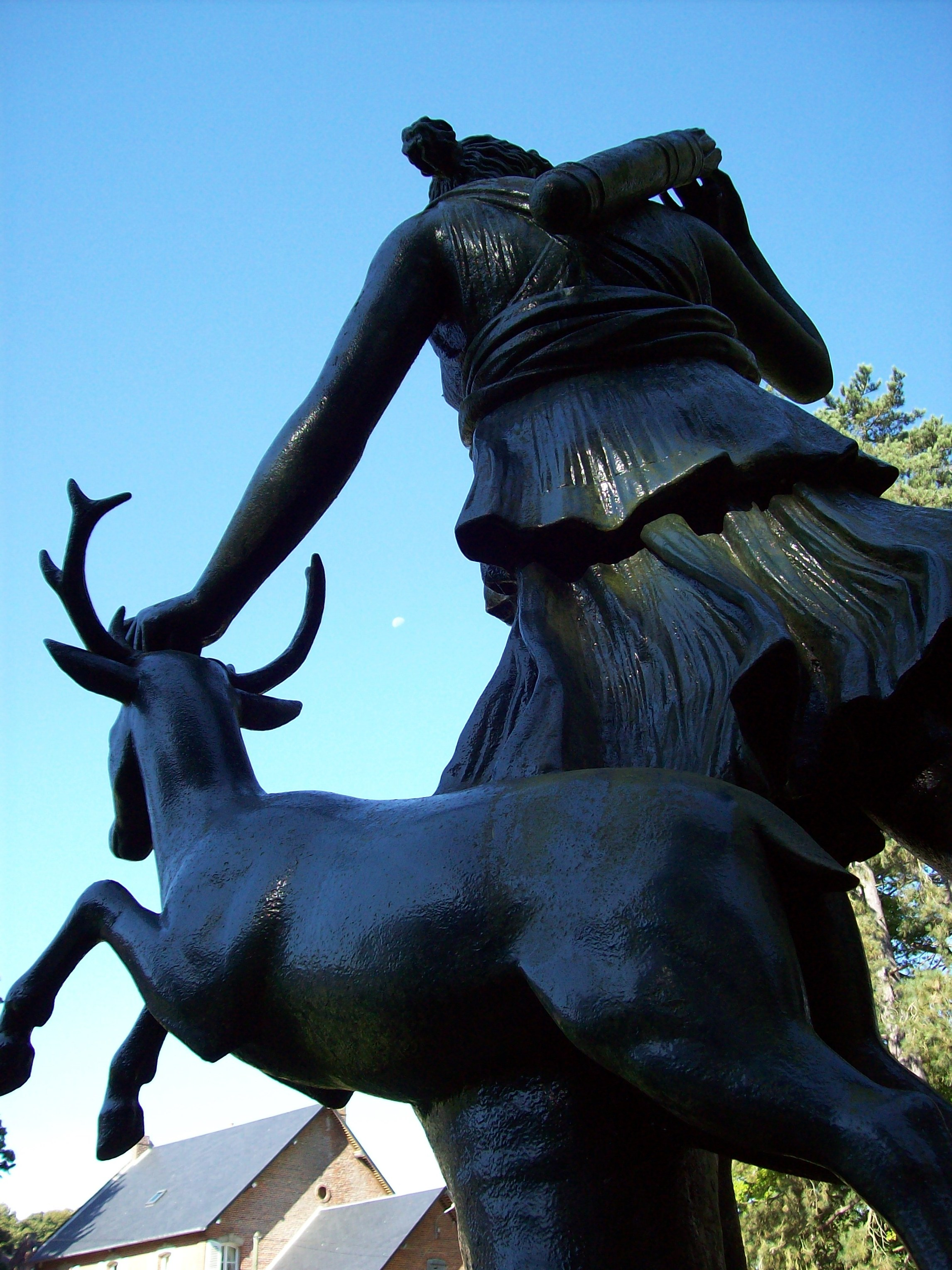
Détail de la statue.
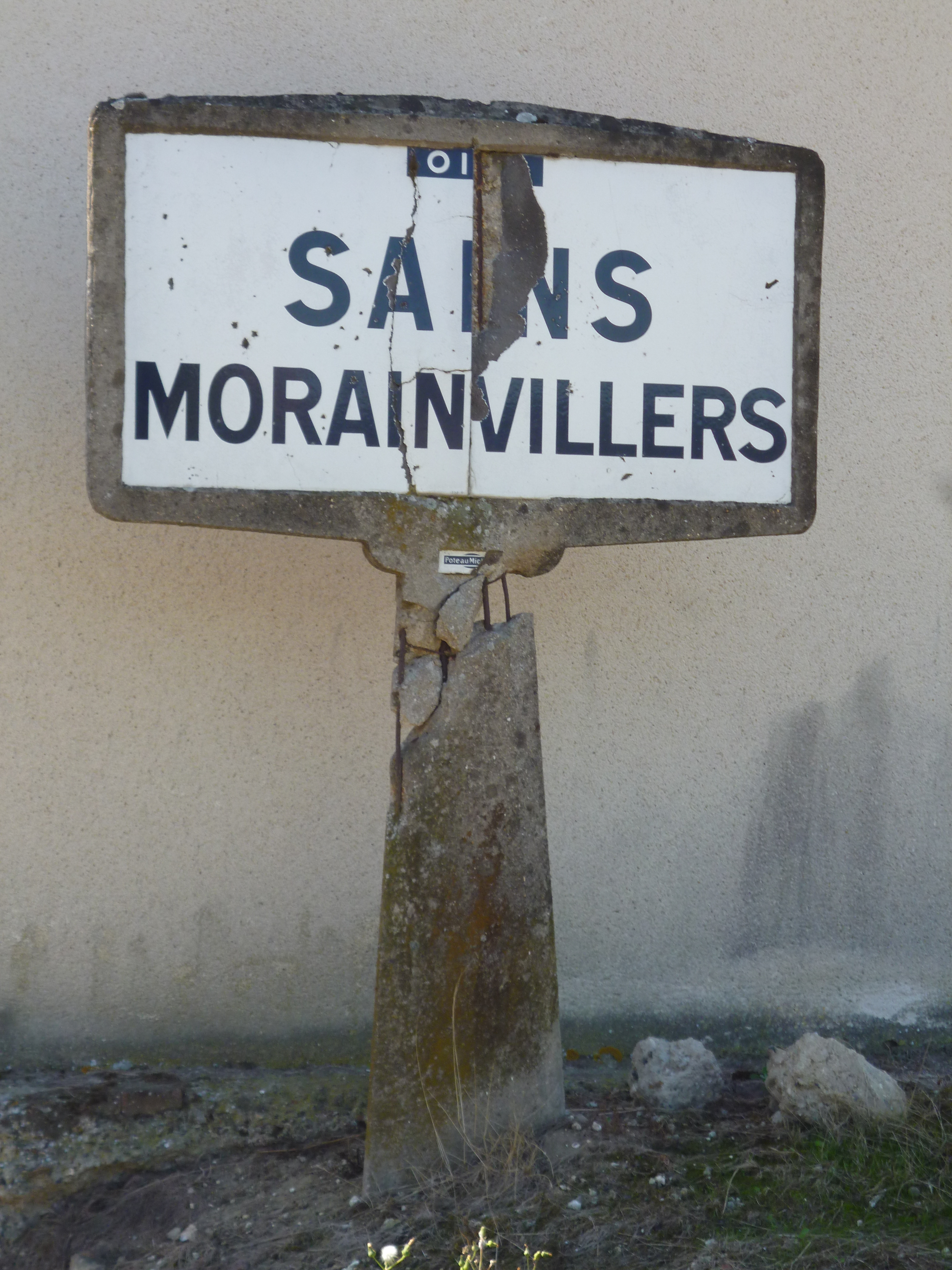
Panneau Michelin de la commune.